# Immanuel
Immanuel, ook wel Emmanuel, Emanuel of Imanu'el (Hebreeuws: עִמָּנוּאֵל, "God [is] met ons") is een in de Hebreeuwse Bijbel voorkomende (jongens)naam, in Jesaja 7:14 en 8:8. In het christelijke Nieuwe Testament wordt in Matteüs 1:23 de tekst uit Jesaja 7:14 geciteerd, geïnterpreteerd als voorspelling van de komst van de Messias, in het bijzonder in de persoon van Jezus. In het jodendom worden de passages in het boek Jesaja letterlijk begrepen als verwijzing naar een kind, geboren in de regeerperiode van koning Achaz. Een verband met profetieën van de Messias wordt niet gelegd. Gedacht wordt aan  Achaz' zoon en opvolger koning Hizkia of aan een zoon van Jesaja zelf.  
Soms wordt de naam afgekort tot Manu of Manuel. In vrijwel alle Nederlandse Bijbelvertalingen wordt de schrijfwijze Immanuel gehanteerd. In oudere vertalingen is el voorzien van een trema: Immanuël. Enkele vrouwelijke vormen van deze naam zijn Emmanuelle, Emanuelle en Emanuela.

## Bekende personen
Een aantal bekende personen dragen een variant van deze voornaam :
- Emmanuel Adebayor, Togolees voetballer
- Emmanuel Akitani-Bob, Togolees staatsman
- Emmanuel van België, Belgisch prins
- Emmanuel de Bethune, Vlaams politicus
- Emmanuel De Tollenaere, Vlaams oratoriaan
- Emmanuel Bojollé, Togolees militair
- Emmanuel Chabrier, Frans componist
- Manu Chao, Frans muzikant
- Emmanuel Eboué, Ivoriaans voetballer
- Immanuel Fichte, Duitse filosoof
- Emmanuel Frimpong, Ghanees voetballer
- Emmanuel Hiel, Vlaams schrijver
- Immanuel Kant, Duits filosoof
- Manu Katché, Frans muzikant
- Manu Keirse, Vlaams klinisch psycholoog
- Emmanuel Le Roy Ladurie, Frans historicus
- Emmanuel Levinas, Joods-Frans filosoof
- Emmanuel Macron, Frans President
- Emmanuel Magnien, Frans wielrenner
- Emmanuel Mounier, Frans filosoof
- Emmanuel Petit, Frans voetballer
- Emanuel Querido, Joods-Nederlands uitgever
- Immanuel Nobel, Zweedse ingenieur, architect, uitvinder en industrieel.
- Emmanuel Shaw, Liberiaans politicus
- Immanuel Wallerstein, Joods-Amerikaanse socioloog